# Sint-Jozefkapel (Rimburg)

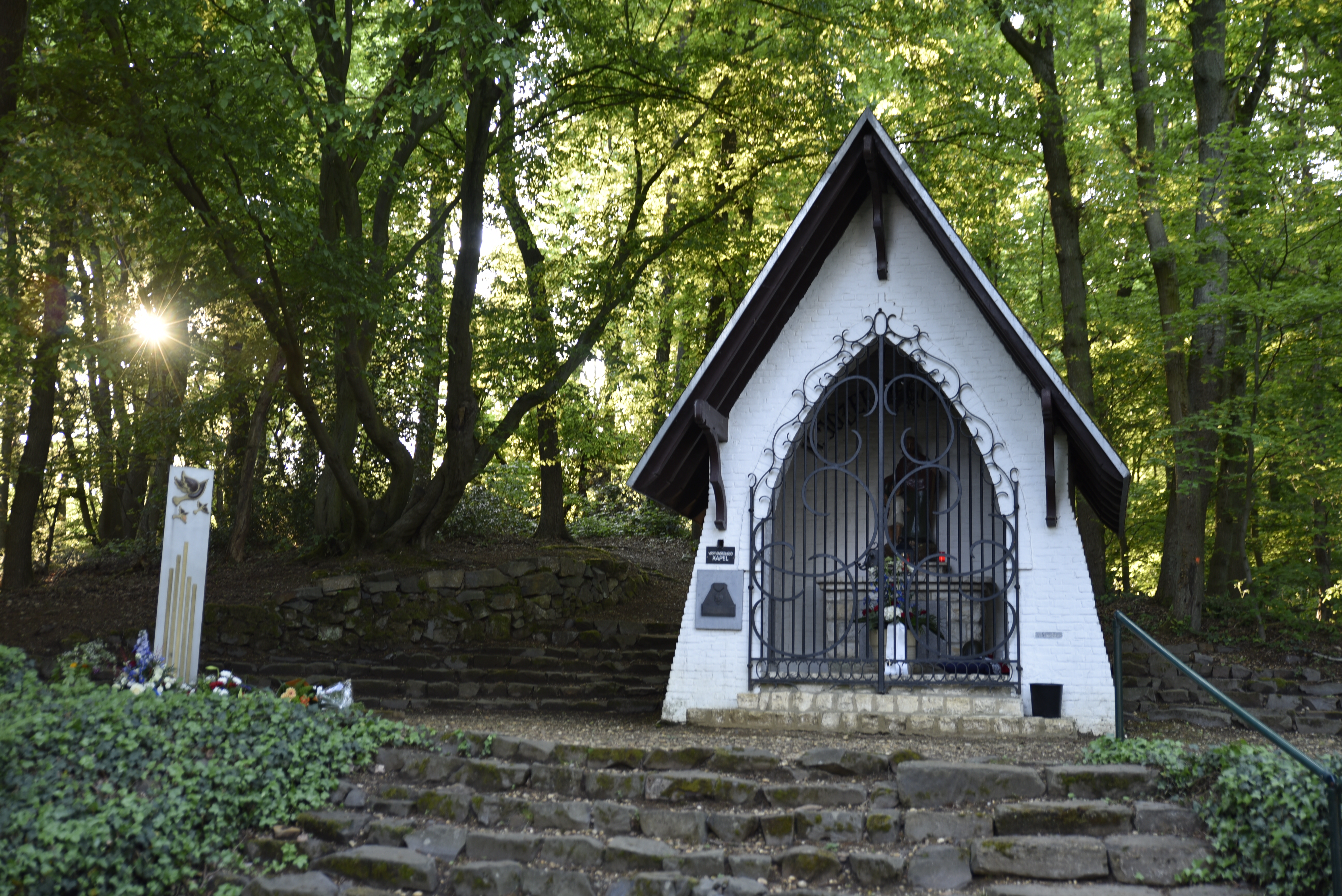
De Sint-Jozefkapel

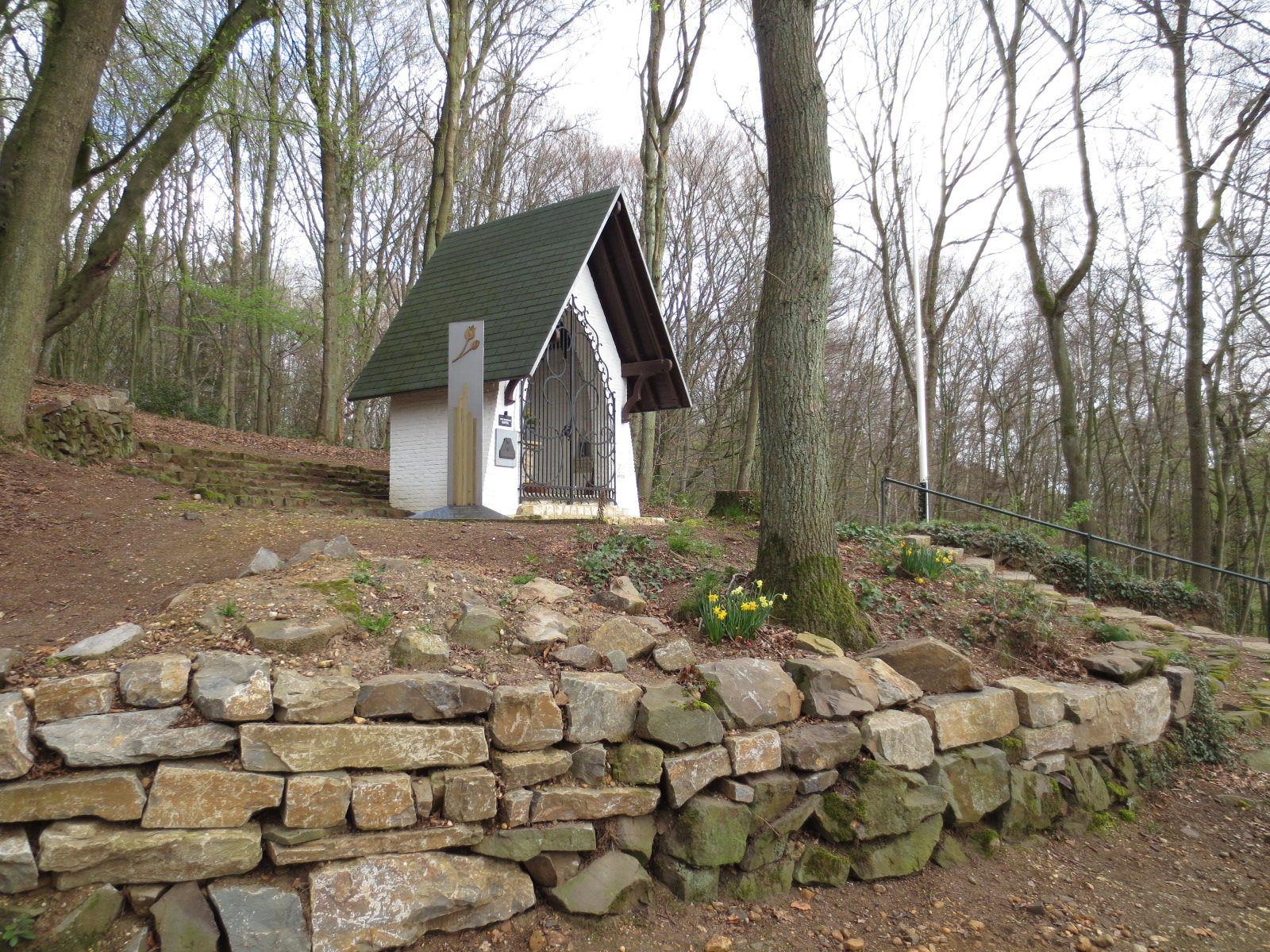
De Sint-Jozefkapel

De Sint-Jozefkapel is een kapel en oorlogsmonument in Rimburg in de Nederlands Zuid-Limburgse gemeente Landgraaf. De kapel staat midden in het hellingbos Rimburgerbos in de overgang van het Plateau van Nieuwenhagen naar het dal van de Worm aan de Steenenbergweg en is bereikbaar via een trap.
De kapel is gewijd aan Jozef van Nazareth.

## Geschiedenis
In 1951 werd de kapel gebouwd door de oudstrijders van Rimburg die na de Tweede Wereldoorlog behouden zijn teruggekomen. Verschillende steenkoolmijnen in de omgeving ondersteunden de bouw, waarbij het smeedijzeren hek uit de smederij van Oranje Nassau I kwam, overige smeedijzerwerk kwam van de mijn Julia, de lokale gemeente en de mijn Laura zorgden voor bouwmaterialen. Met Pinksteren 1951 zegende een deken uit Kerkrade de kapel in.

## Bouwwerk
De wit geschilderde bakstenen kapel is opgetrokken op een rechthoekig plattegrond onder een steil zadeldak met bitumineuze leien. De frontgevel heeft aan de zijkanten schuin uitgemetselde steunberen, drie steunbalken die het dak ondersteunen en een spitsboogvormige toegang die wordt afgesloten met een smeedijzeren hek. Links van de toegang is een plaquette in de vorm van een medaille aangebracht met de tekst:

TO HONOR ALL THOSE WHO
DIED SERVING THEIR COUNTRY
SEPTEMBER - OCTOBER 1944(Om allen te eren die
stierven terwijl ze hun land dienden
september - oktober 1944)

Van binnen is de kapel wit geschilderd. Tegen de achterwand is het natuurstenen altaar gemetseld. Hierop staat een sokkel van Kunradersteen met daarop een groot gepolychromeerd beeld van Sint-Jozef van beeldhouwer Jean Weerts. Het beeld toont Jozef blootsvoets staand op een rots met staf, in groen gewaad en bruine mantel, en voor hem het kindje Jezus in een wit kleed. Ze houden elkaar vast met de rechterhand. Boven het beeld is op de achterland in zwarte letters een tekst geplaatst:

H. JOZEF BESCHERM ONS

In een spitsboogvormige nis is in de rechterwand met cementstenen vensterbank een tekst aangebracht:

OUD-STRIJDERS
RIMBURG
1940     12-11-1950

Bij de kapel is een driezijdige stele geplaatst met daarop de namen van de oud-strijders afkomstig uit Abdissenbosch, Rimburg en Waubach.